# Richard Banusch
Richard Banusch (* 7. Juli 1998 in Vetschau) ist ein ehemaliger deutscher Radrennfahrer.

## Sportliche Laufbahn
Richard Banusch besuchte die Lausitzer Sportschule Cottbus und fuhr von 2010 bis 2016 für den RSC Cottbus. 2014 wurde er zweifacher deutscher Jugend-Meister im Punktefahren und in der Mannschaftsverfolgung. Im Jahr darauf entschied er die Junioren-Wertung der Rad-Bundesliga für sich.
2015 sowie 2016 wurde Banusch erneut deutscher Meister in Mannschaftsverfolgung und Punktefahren, jetzt in der Juniorenklasse. 2017 wurde er bei den Deutsche Straßen-Radmeisterschaften 2017 in Chemnitz zum U23-Meister im Einzelzeitfahren erklärt. Nach erneuten Kontrollen wurde ein Auswertungsfehler bei der Zeiterfassung gefunden. Die Fahrzeit von Banusch wurde auf 39:14 Minuten korrigiert und ihm der Meistertitel aberkannt. Letztlich belegte er Rang elf; Meister wurde Patrick Haller.
2019 wurde Banusch U23-Europameister im Punktefahren. 2020 errang er bei den U23-Europameisterschaften jeweils die Bronzemedaille Punktefahren und Mannschaftsverfolgung (mit Tobias Buck-Gramcko, Felix Groß und Nicolas Heinrich).

## Erfolge

### Bahn
2014
- Deutscher Jugend-Meister – Punktefahren, Mannschaftsverfolgung (mit Janik Petereit, Bastian Flicke und Tom Müller)

2015
- Deutscher Junioren-Meister – Punktefahren, Mannschaftsverfolgung (mit Carlos Ambrosius, Bastian Flicke und Max Kanter)
- Gesamtwertung Junioren Rad-Bundesliga

2016
- Deutscher Junioren-Meister – Punktefahren, Mannschaftsverfolgung (mit Carlos Ambrosius, Bastian Flicke und Juri Hollmann)

2018
- Deutscher Meister – Zweier-Mannschaftsfahren (mit Christian Koch)

2019
- U23-Europameister – Punktefahren

2020
- U23-Europameisterschaft – Punktefahren, Mannschaftsverfolgung (mit Tobias Buck-Gramcko, Felix Groß und Nicolas Heinrich)

### Straße
2015
- Mannschaftszeitfahren Cup of Grudziadz Town President, Lech Gergowski Memorial